# Xã Colony, Quận Delaware, Iowa
Xã Colony (tiếng Anh: Colony Township) là một xã thuộc quận Delaware, tiểu bang Iowa, Hoa Kỳ. Năm 2010, dân số của xã này là 795 người.